# Monumento a los judíos de Europa asesinados

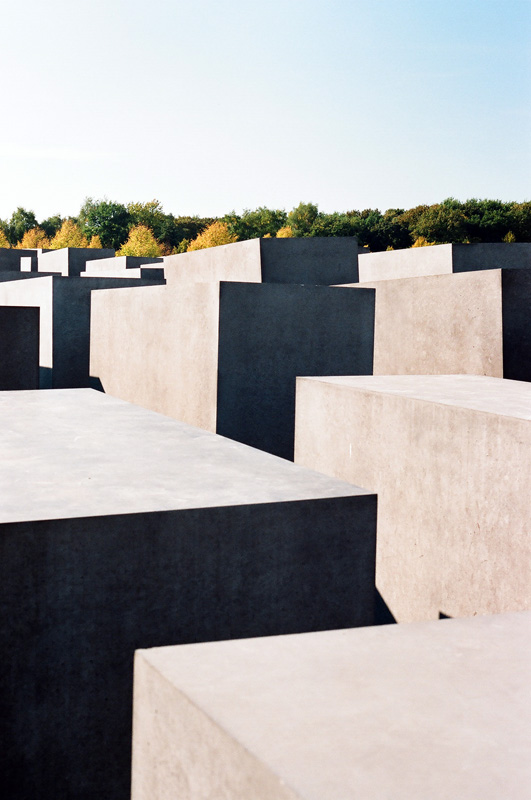
Vista del Tiergarten desde el Monumento, septiembre de 2007.

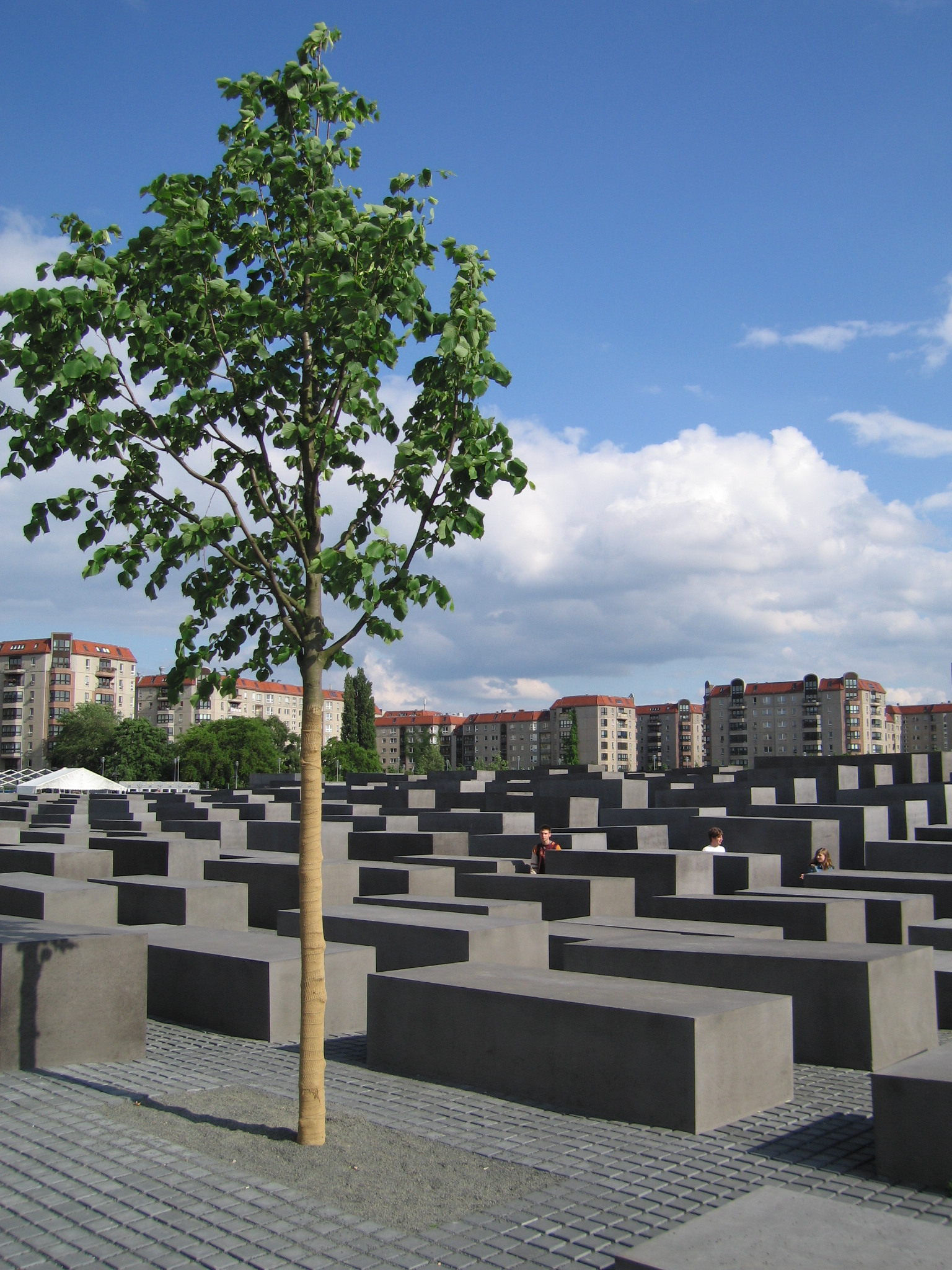
Una vista del Monumento con algunos visitantes entre las estelas.

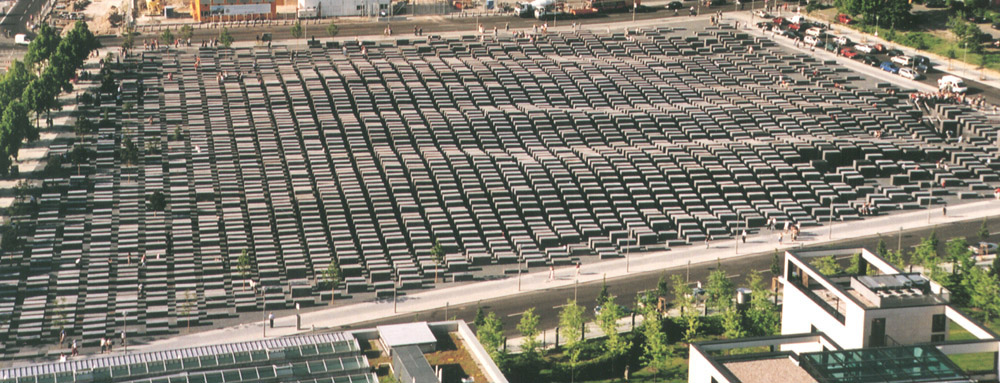
Una vista aérea del lugar del Monumento.

El Monumento a los judíos de Europa asesinados (en alemán, Denkmal für die ermordeten Juden Europas), también conocido como Holocaust-Mahnmal o Monumento del holocausto, es un monumento que recuerda en Berlín a los judíos víctimas del holocausto. Forma parte del desarrollo de la cultura del recuerdo por parte del gobierno alemán, como una manera de hacerse responsable por los crímenes que dejaron los regímenes totalitarios en el país.
Fue diseñado por el arquitecto Peter Eisenman y por el ingeniero Buro Happold. Se trata de un campo inclinado de 19 000 metros cuadrados cubierto por una rejilla cuadriculada en la que están situadas 2711 estelas o losas de hormigón. Estas losas tienen unas dimensiones de 2,38 m de largo y 0,95 m de ancho, y varían en cuanto a su altura, desde los 0,2 m a los 4,8 m. De acuerdo con el proyecto de Eisenman, las estelas están diseñadas para producir una atmósfera incómoda y confusa, y todo el monumento busca representar un sistema supuestamente ordenado que ha perdido contacto con la razón humana. Con todo, en un folleto turístico oficial editado en 2005 por la Fundación del Monumento, se afirma que el diseño representa una aproximación radical al concepto tradicional de monumento funerario, en parte porque Eisenman no usa ningún tipo de simbolismo. Un subterráneo anexo denominado Ort der Information (Punto de información) contiene los nombres de todas la víctimas judías del holocausto conocidas, obtenidos del museo israelí Yad Vashem.
La construcción del monumento se inició el 1 de abril de 2003 y fue terminado el 15 de diciembre de 2004. Fue inaugurado el 10 de mayo de 2005 y se abrió al público el 12 de mayo del mismo año. Está situado una manzana al sur de la Puerta de Brandeburgo, en el suburbio berlinés de Friedrichstadt, y al costado de donde alguna vez estuvo el Reichspräsidentenpalais, residencia de los presidentes de la era Weimar.
La periodista alemana Lea Rosh fue la principal impulsora del monumento. En 1989, fundó un grupo para apoyar su construcción y para recolectar donaciones. Con un apoyo creciente, el Bundestag aprobó una resolución en favor del proyecto.

## Primer concurso
En abril de 1994 se convocó a través de los más importantes periódicos alemanes un concurso para su diseño. Específicamente, fueron invitados 12 artistas a enviar un diseño y se ofrecieron 50000 DM (25000 euros) por ello. La única norma que se señaló fue que el coste del proyecto no podía superar los 15 millones de DM (7.5 millones de euros). La propuesta ganadora sería seleccionada por un jurado compuesto por representantes de los campos del arte, arquitectura, diseño urbano, historia, política y de la administración. Formaban parte también celebridades menores como Frank Schirrmacher, coeditor del Frankfurter Allgemeine Zeitung. El plazo de presentación de propuestas terminó el 28 de octubre. El 11 de mayo se celebró un coloquio informativo en Berlín, durante el que aquellas personas interesadas en proponer un diseño podían recibir más información acerca de la naturaleza del monumento que tenían que diseñar. Ignatz Bubis, el presidente del Zentralrat der Juden in Deutschland y Wolfgang Nagel, el senador de construcciones de Berlín, hablaron durante el acto.
Hasta el momento de finalizar el plazo, los documentos requeridos para poder enviar una propuesta fueron solicitados alrededor de 2600 veces y, finalmente, fueron enviadas 528 propuestas. 
El jurado se reunió el 15 de enero de 1995 para elegir la mejor propuesta. En primer lugar, Walter Jens, el presidente de la Akademie der Künste, fue elegido presidente del jurado. Durante los siguientes días, todos los envíos excepto trece fueron eliminados del concurso a lo largo de varias eliminatorias. Una vez hecho esto, el jurado se reunió de nuevo el 15 de marzo. 11 propuestas fueron readmitidas otra vez por petición de varios miembros del jurado, tras dárseles una nueva oportunidad tras la revisión de las obras eliminadas en los meses que pasaron entre las reuniones del jurado. Dos obras fueron entonces recomendadas por el jurado a la fundación para que fuesen analizadas, en el sentido de si podían completarse dentro de los límites presupuestarios.
Una estaba diseñada por el grupo del arquitecto Simon Ungers de Hamburgo; se trataba de un cuadrado de acero de 85x85 m en cuyas esquinas habría unos bloques sobre los que se instalarían vigas de acero. Los nombres de varios campos de exterminio serían perforados en las vigas, por lo que se proyectarían sobre los objetos o personas que quedasen en el interior del cuadrado. El otro ganador fue un diseño de Christine Jackob-Marks. Su concepto consistía en una gran plataforma de hormigón de 100x100 m, y 7 m de ancho. Sería luego inclinado, alcanzando los 11 metros, y transitable por caminos especiales. Los nombres de las víctimas judías del holocausto serían grabadas en el hormigón, dejando espacios vacíos para aquellas víctimas cuyos nombres fuesen desconocidos. Grandes restos de escombros de Masada se esparcirían sobre esa plataforma. Estos proyectos fueron, probablemente, vetados por el canciller Helmut Kohl.
El proyecto de Peter Eisenman salió ganador en la siguiente competición de noviembre de 1997. El 25 de junio de 1999, la amplia mayoría del Bundestag decidió en favor del proyecto de Eisenman, modificado para poderle anexar un museo o "punto de información" diseñado por el diseñador berlinés de exposiciones Dagmar von Wilcken. Al otro lado de la calle del límite norte del monumento está la sede de la nueva Embajada de los Estados Unidos en Berlín, que se terminó en 2008. 
La construcción del monumento se inició en abril de 2003.

## El incidente Degussa
El 14 de octubre de 2003, el periódico suizo Tages-Anzeiger publicó una serie de artículos presentando como un escándalo que la compañía Degussa estuviese involucrada en la construcción del monumento al producir la sustancia anti-grafiti llamada Protectosil usada para cubrir las estelas, dado que la compañía había estado en el pasado involucrada en diferentes formas de persecución nazi contra los judíos. Una compañía subsidiaria de Degussa, Degesch, era además la que producía el Zyklon B usado para asesinar a la gente en las cámaras de gas. Al principio, estos artículos no recibieron mucha atención, hasta que el curatorium (grupo de administradores) encargado de la construcción discutió esta situación el 23 de octubre y, tras debates controvertidos y turbulentos, decidieron detener la construcción inmediatamente hasta tomar una decisión. 
En principio, fueron los representantes de la comunidad judía quienes pidieron el fin de la implicación de Degussa en el proyecto, mientras que los políticos del curatorium como Wolfgang Thierse no querían detener la construcción para no perder dinero por esa razón. También dijeron que sería imposible excluir a todas las compañías alemanas relacionadas con los crímenes nazis, ya que – como Thierse indicó – "el pasado supura en la sociedad alemana". Lea Rosh, que también apoyó la exclusión de Degussa, respondió a esto que "el límite era, inexcusablemente, el Zyklon B". En las discusiones que siguieron se descubrieron varias cosas.
En primer lugar, se evidenció que no fue casualidad que la implicación de Degussa se publicitase en Suiza, ya que otra compañía que había intentado producir la sustancia anti-graffiti estaba situada allí. Además, se descubrió que la fundación que llevaba la construcción, así como Lea Rosh, habían sabido de la implicación de Degussa desde hacía al menos un año pero no habían hecho nada para impedirlo. Rosh afirmó después que no sabía sobre las conexiones entre Degussa y Degesch. También se reveló que otra subsidiaria de Degussa, Woerman Bauchemie GmbH, ya había servido a la fundación en relación con las estelas. El Tages-Anzeiger informó también de que Degussa había ofrecido la sustancia anti-graffiti por un precio bajo especial con el objetivo de patrocinar el monumento. Un problema que se planteó con la exclusión de Degussa del proyecto fue que muchas de las estelas habían sido ya cubiertas con el producto de Degussa. Esto debería haberse eliminado de haberse contratado otra empresa como sustituta. El coste sería en ese caso de alrededor de 2.34 millones de euros. 
Durante las discusiones acerca de qué hacer, que duraron hasta el 13 de noviembre, muchas de las organizaciones judías, entre ellas la Zentralrat der Juden in Deutschland, hablaron de no trabajar con Degussa, aunque el arquitecto Peter Eisenman lo apoyó. El 13 de noviembre la decisión fue seguir trabajando con la compañía, decisión que fue muy criticada. Henryk M. Broder, por ejemplo, dijo que "los judíos no necesitaban este monumento, y que no estaban preparados para designar a una pocilga como kosher".
El 15 de diciembre de 2004 el monumento fue terminado. Fue dedicado el 10 de mayo de 2005 como parte de la celebración del 60 aniversario del Día de la victoria en Europa y se abrió al público dos días después.
Se estima que, aproximadamente, 3,5 millones de visitantes entraron en el monumento durante el primer año de apertura, i.e., más o menos 10 000 por día. Alrededor de 490 000 personas visitaron también el subterráneo "punto de información", de las que sobre el 40% no eran alemanas. La fundación encargada de gestionar el monumento consideró esto como un éxito; su presidente Uwe Neumärker denominó al monumento como un "imán turístico". 

## Simbología
Entre todas las losas de hormigón podemos encontrar árboles. Estos árboles nos dan a entender que representan la vida y el recuerdo entre la muerte que representa este memorial.

## Vandalismo
Desde su inauguración se han producido varios incidentes de vandalismo. Aunque los pilares se protegieron con un revestimiento resistente a los graffiti, durante el primer año se llegaron a dibujar esvásticas sobre las estelas hasta en cinco ocasiones.
En 2009, se pintaron esvásticas y eslogánes antisemitas en 12 de las 2700 losas de piedra gris. En 2014, el gobierno alemán prometió incrementar la seguridad del Memorial, después de que se publicara un video en Internet, mostrando a un hombre orinando y a gente lanzando fuegos artificiales desde una de las estructuras en Año Nuevo.

## Fotos adicionales

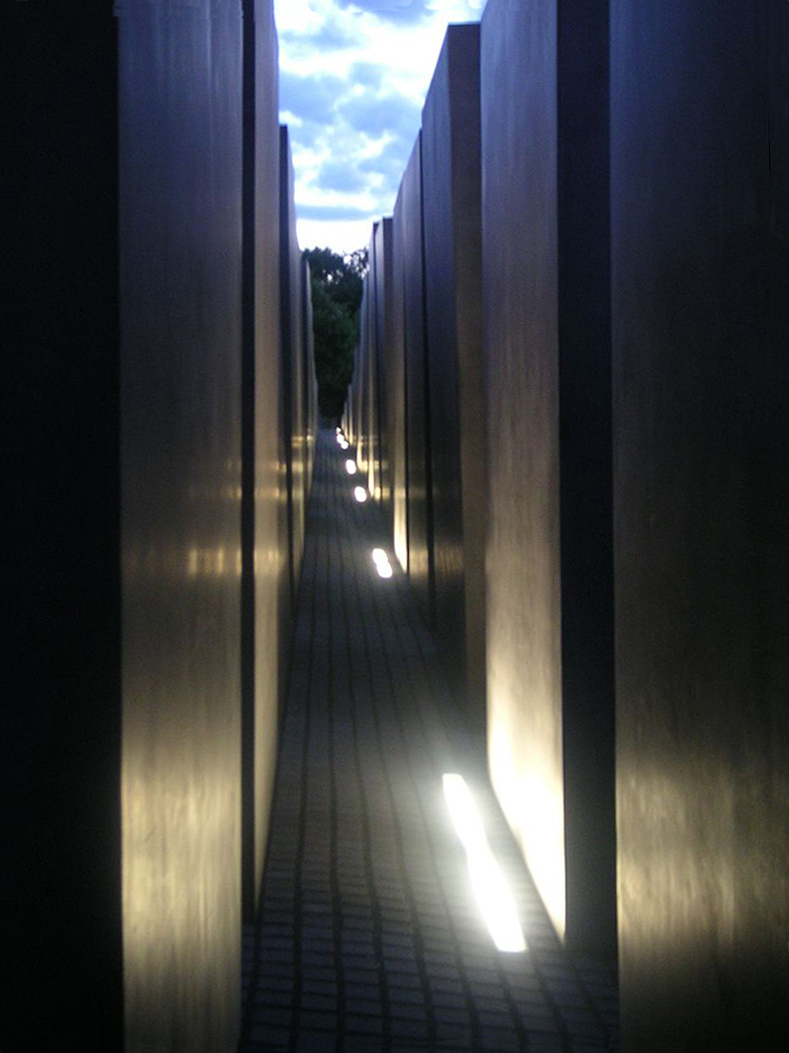
Una vista entre las estelas.
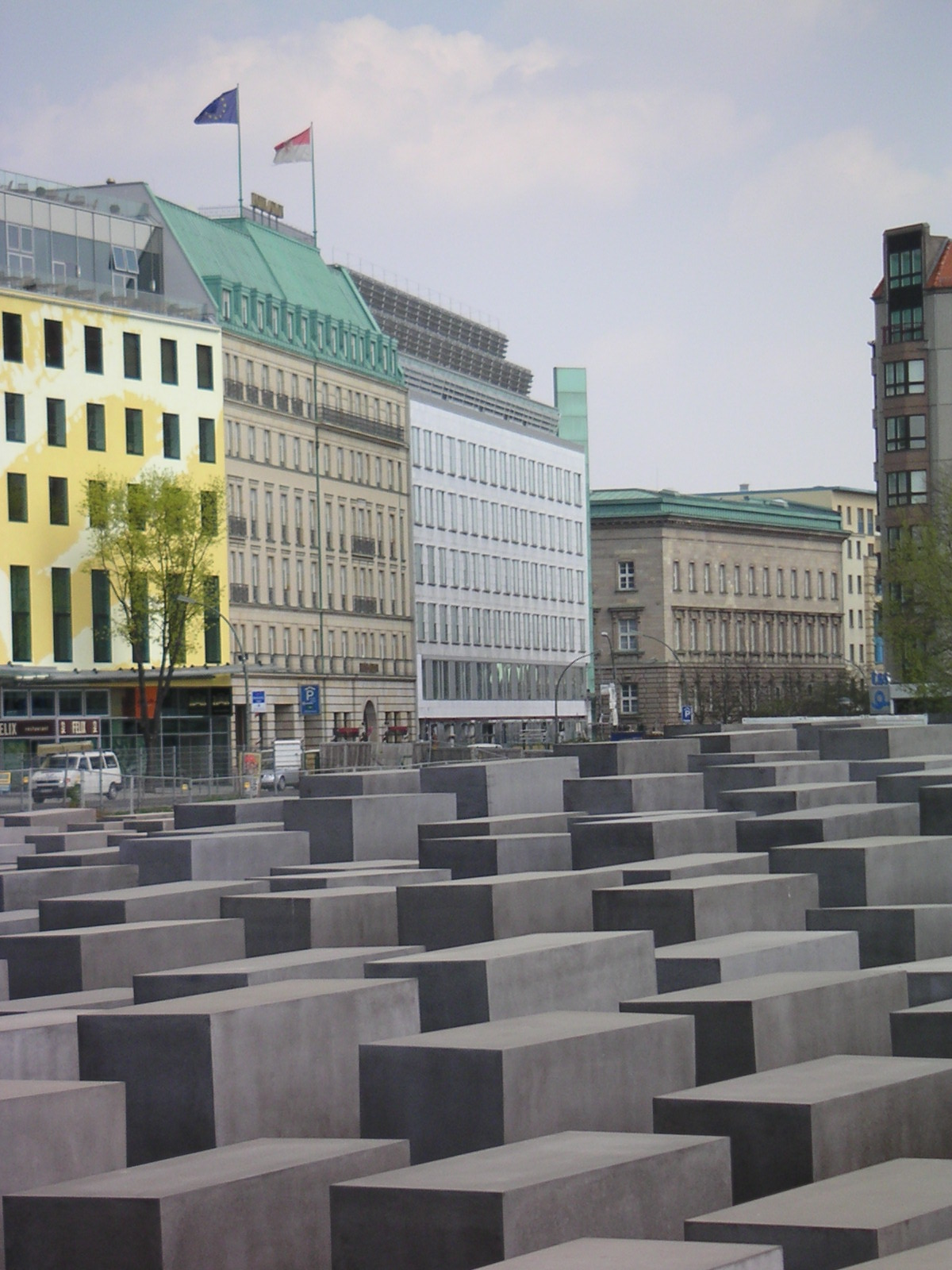
El monumento en la primavera de 2004.
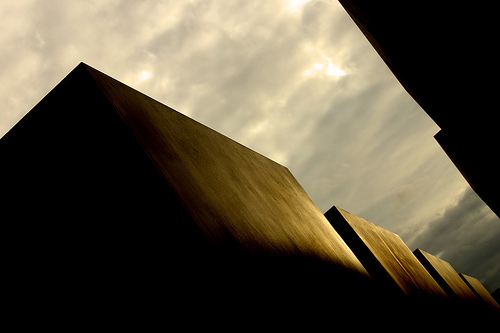
Las estelas a la luz del atardecer.
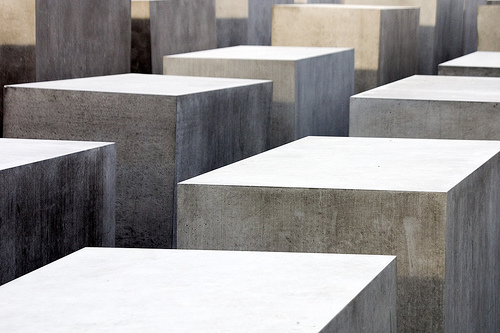
Campo de estelas.
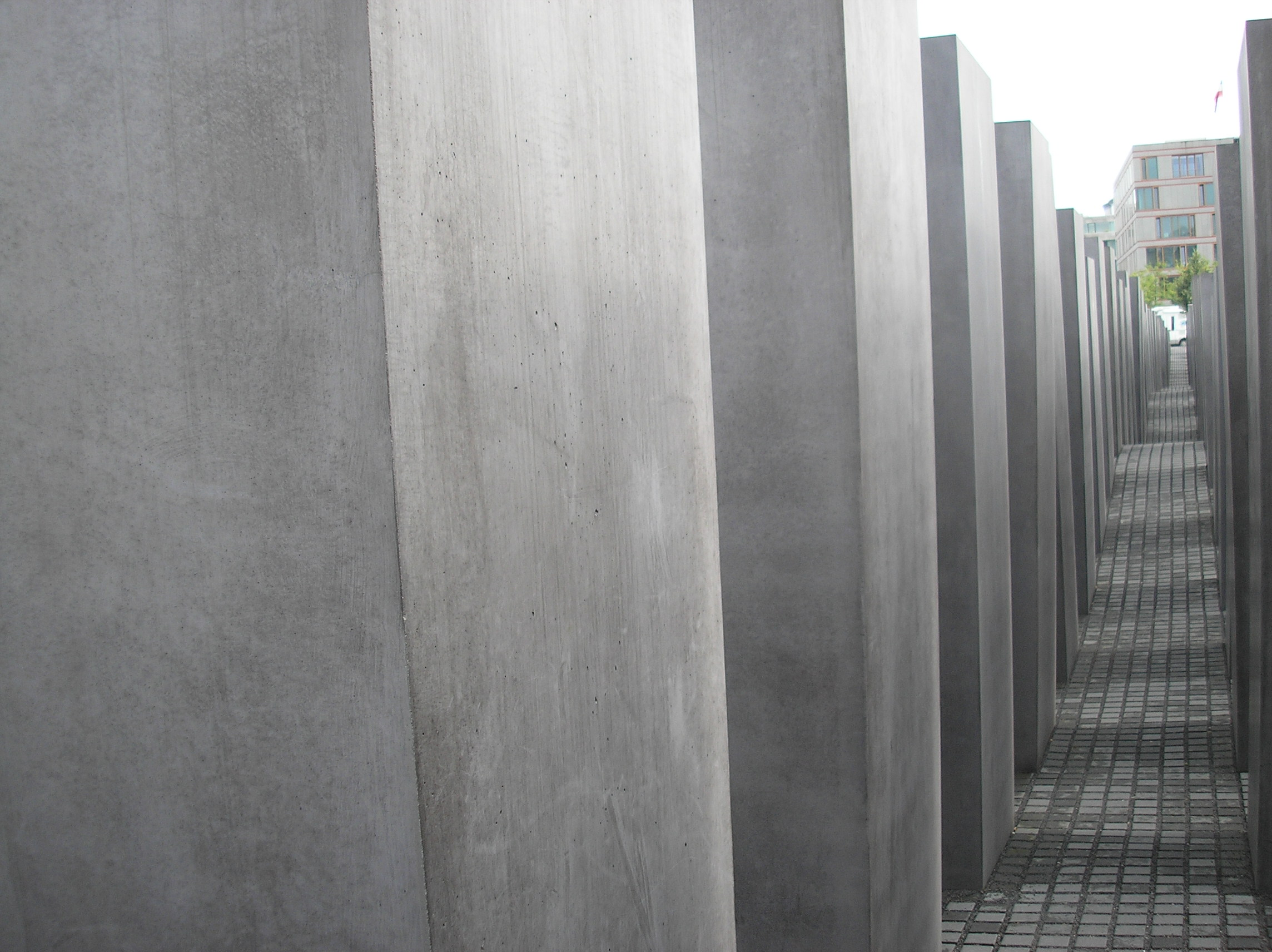
Perspectiva del corredor entre estelas.
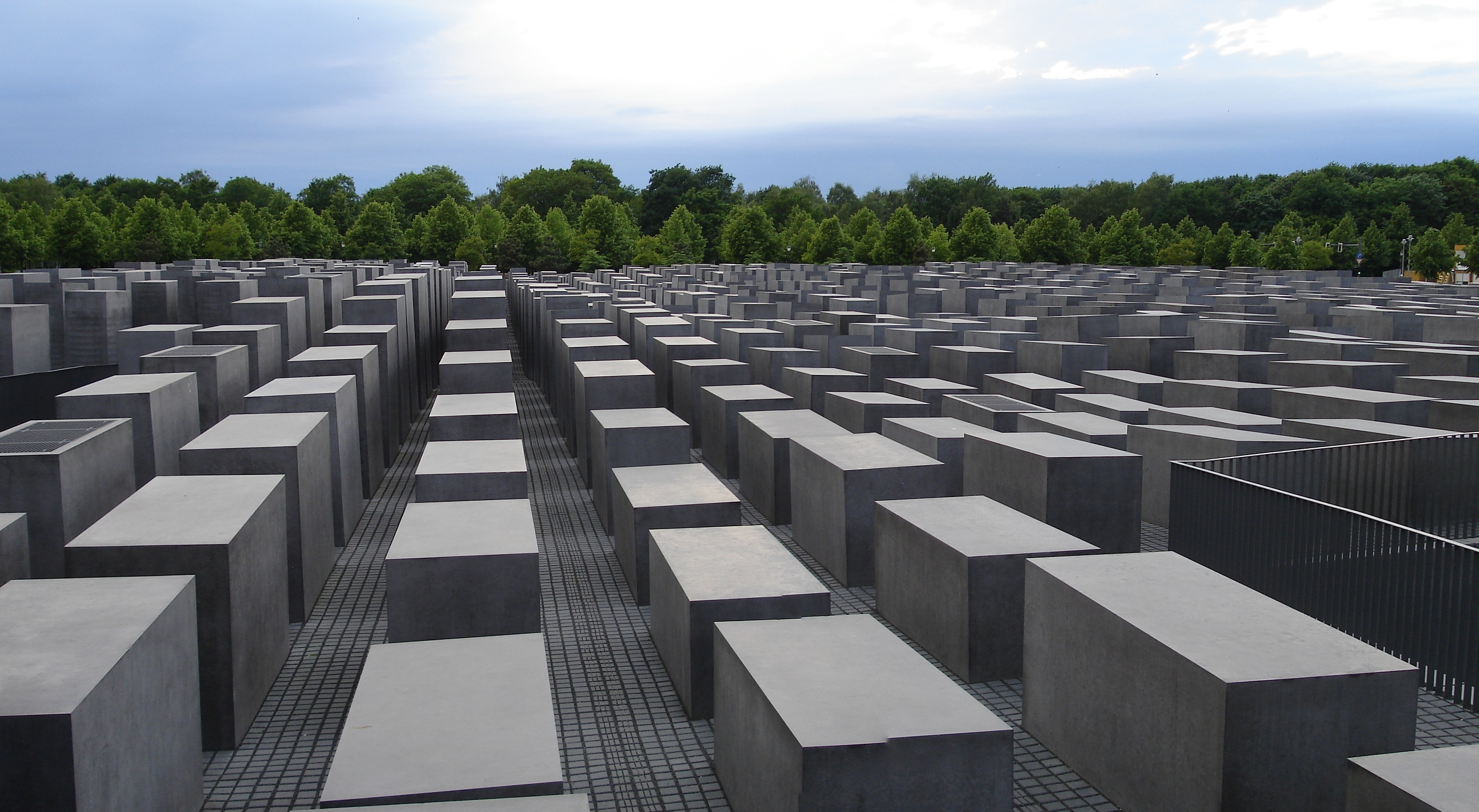
Vista panorámica
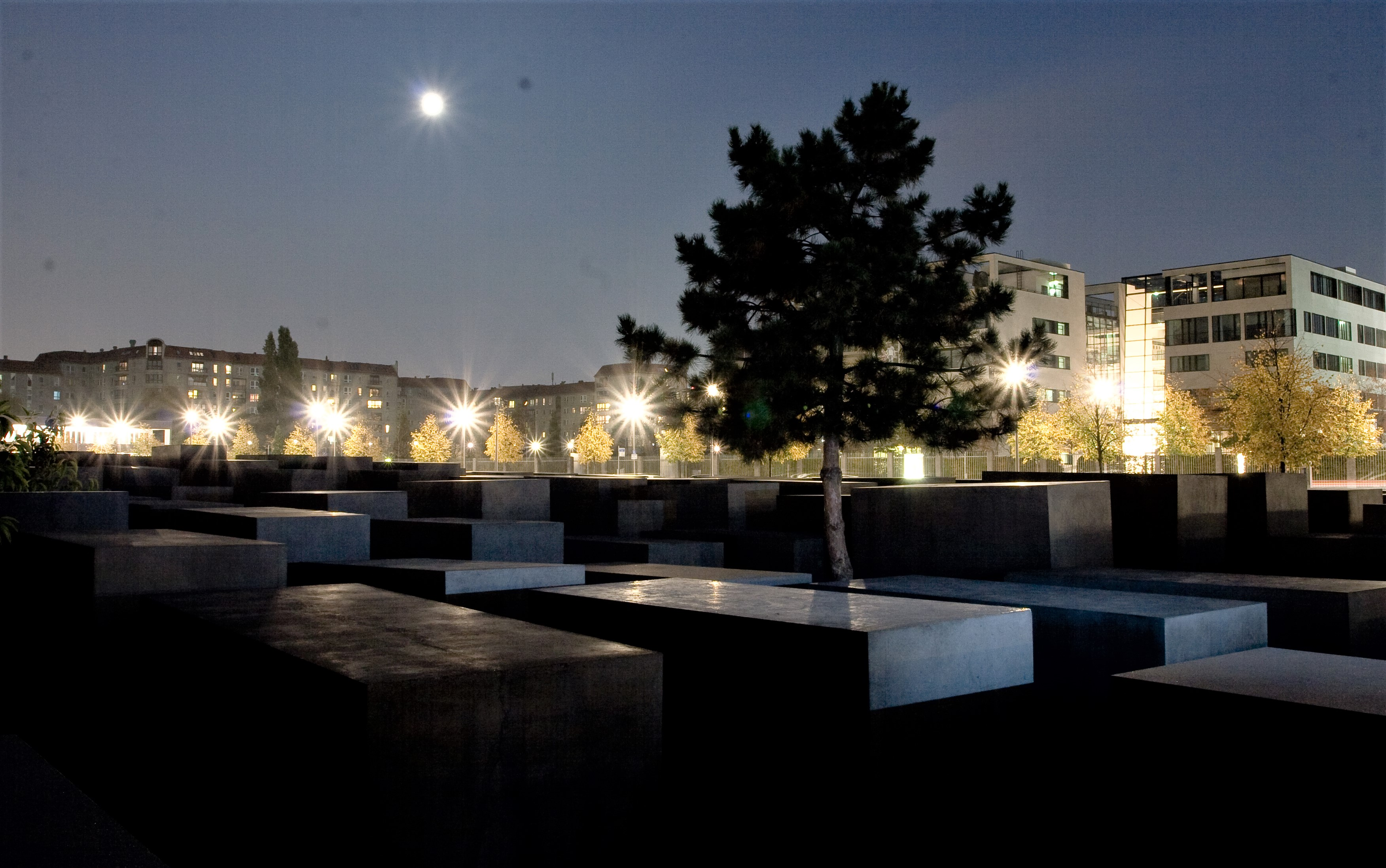
El monumento de noche
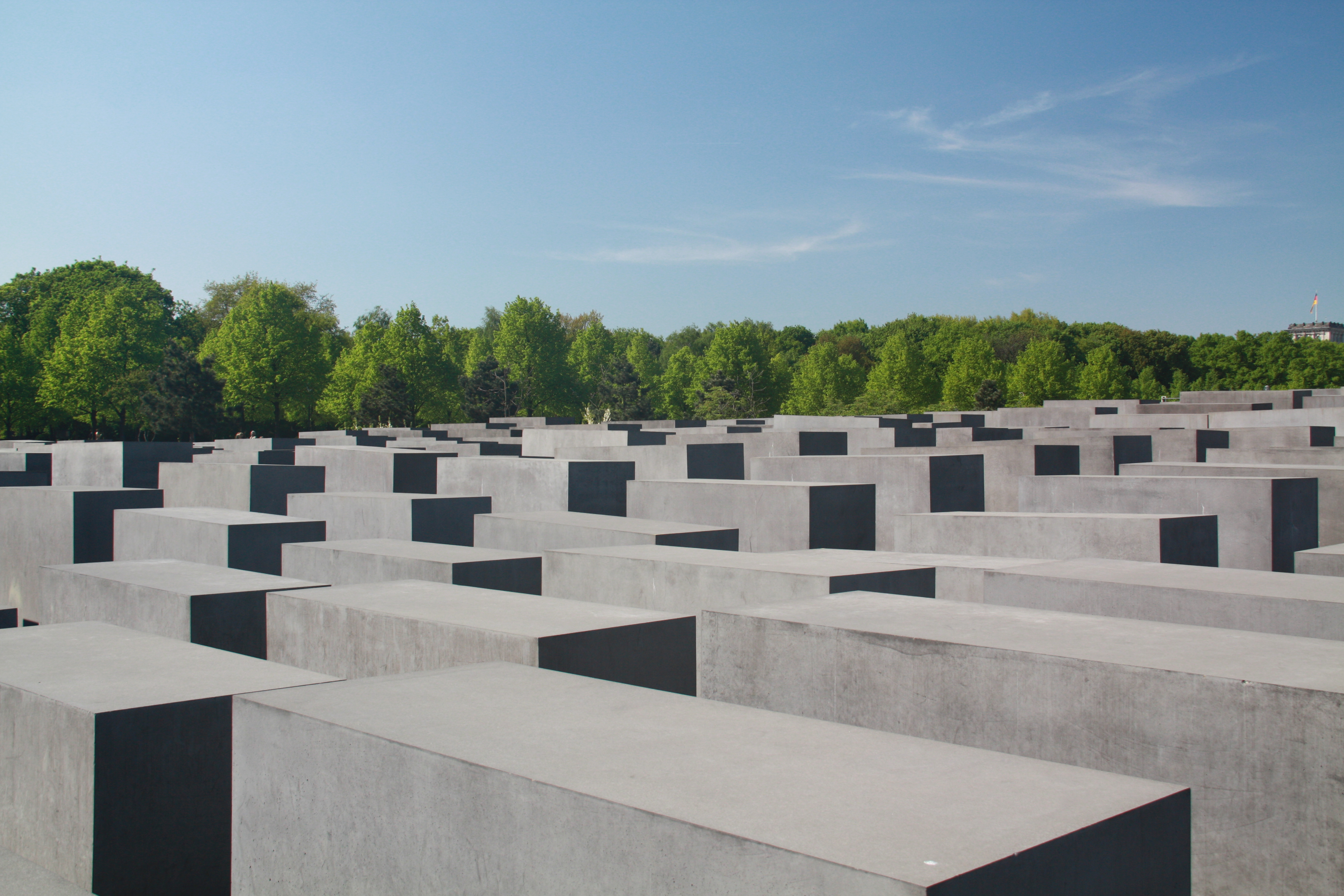
El monumento de 2009.